# 総持寺公団住宅
総持寺公団住宅（そうじじこうだんじゅうたく）は、都市再生機構が管理している団地（公団住宅）の1つ。
大阪府茨木市総持寺台と、高槻市南総持寺町にまたがっている。

## 所在地
- 大阪府茨木市総持寺台
- 大阪府高槻市南総持寺町

## 最寄駅
阪急京都本線総持寺駅から南東へ徒歩5-10分

## 校区
- 茨木市立東小学校
- 茨木市立東雲中学校
- 高槻市立柳川小学校
- 高槻市立柳川中学校

各々徒歩10分-15分

## 構造

### 用途別
- 1棟-50棟 普通住宅
- 51 集会所
- 52 高槻富田西郵便局
- 53 南総持寺保育園

### 住宅型式
- 1-4、32、50 1DKタイプ
- 10 1DKタイプ
- 5-9、11-13、18-26、30-40 2DKタイプ
- 24、25 3K
- 14-17、28-29、41-49 3DKタイプ